# AOL Sessions Undercover (Thirty Seconds to Mars)
AOL Sessions Undercover è un EP del gruppo musicale statunitense Thirty Seconds to Mars, pubblicato il 13 marzo 2007 dalla Immortal Records e dalla Virgin Records.

## Il disco
L'EP contiene un set acustico registrato dal gruppo nel 2007 al Virgin Megastore di Hollywood per AOL Music, inciso e prodotto da Josh Abraham, Brian Virtue e dai Thirty Seconds to Mars.
L'EP contiene una cover di Message in a Bottle dei The Police e le canzoni The Kill (Bury Me) e The Story.

## Tracce
1. Message in a Bottle (Live) – 3:05 – originariamente interpretata dai The Police
2. The Kill (Bury Me) (Live) – 3:54
3. The Story (Live) – 4:00

## Formazione
- Jared Leto – voce, basso acustico
- Tomo Miličević – chitarra acustica